# Lluvia ciclonal

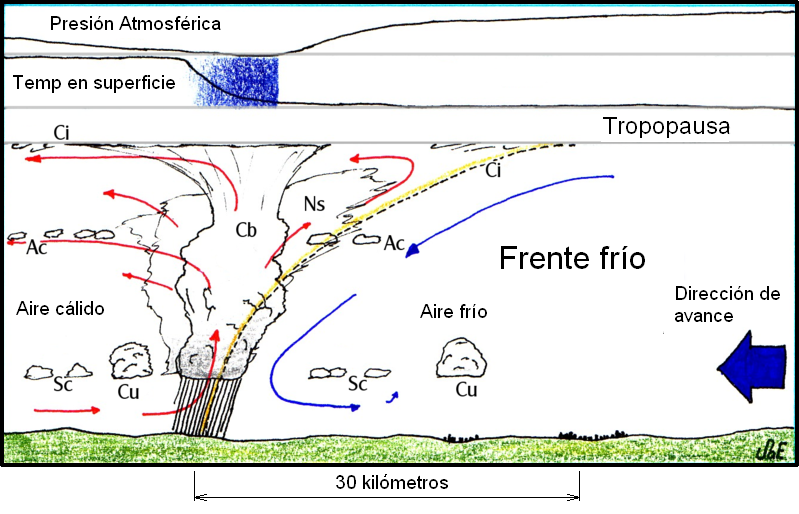
Corte transversal de un frente frío y nubosidad asociada, gráfico de presión atmosférica y temperatura en superficie.

Las lluvias ciclonales, ciclónicas o frontales acompañan el paso de los frentes de las perturbaciones. Se producen cuando dos masas de aire de características diferentes se ponen en contacto (frente) y el desplazamiento de una provoca la ascensión frontal de la otra.
A lo largo del aire cálido y húmedo se eleva por encima del aire frío, engendrando nubes y lluvias; a lo largo del frente frío, la masa de aire cálido es levantada por el impulso del aire frío, de lo que se siguen intensas lluvias y chubascos tormentosos separados por claros. Este tipo de lluvias es característico de los países templados.
Las lluvias ciclonales se producen precisamente, cuando se crea una especie de remolino debido a diferencias de presiones y no debido a diferencias de temperaturas. Debido a este ciclón, el aire asciende y se enfría alcanzando el punto de rocío.